# Rauschen (Physik)
Unter Rauschen (auch Untergrund genannt) versteht die Physik allgemein eine Störgröße mit breitem unspezifischem Frequenzspektrum. Es kann daher als eine Überlagerung vieler harmonischer Schwingungen oder Wellen mit unterschiedlicher Amplitude und Frequenz beziehungsweise Wellenlänge interpretiert werden.
Bei der Übertragung von Nachrichtensignalen ist das Rauschen meistens die größte Störquelle. Die Rauschquellen treten dabei im gesamten Übertragungssystem, also im Sender, im Empfänger und auf dem Übertragungsweg auf. Man unterscheidet dabei zwischen der durch äußere und innere Rauschquellen erzeugten Rauschleistung. Die Qualität der Signale wird in der Nachrichtentechnik mit dem sogenannten Signal-Rausch-Verhältnis (Störabstand) angegeben. 
Besonders in der analogen Audiotechnik, der Rundfunk- und der funkbasierten Kommunikationstechnik wurden während der Entwicklungsgeschichte dieser Technologien im 20. Jahrhundert teils große Anstrengungen unternommen, um effiziente Rauschunterdrückungsverfahren zu entwickeln. Durch den Siegeszug der – prinzipbedingt weitgehend rauschfreien – Digitaltechnik in der Kommunikationstechnik und der Unterhaltungselektronik haben solche Verfahren bei Geräten mit aktueller Technologie fast vollständig an Bedeutung verloren.

## Forschungsgeschichte und physikalische Ursachen
Rauschen wurde als physikalisches Phänomen, nämlich als messbare unregelmäßige Stromschwankungen, erstmals 1918 durch Walter Schottky beschrieben (Annalen der Physik 57 (1918), 541). Macht man diese Stromschwankungen nach Verstärkung über einen Lautsprecher hörbar, so erklingt ein typisches Geräusch, das dem Phänomen auch den Namen gab. Inzwischen wird der Begriff „Rauschen“ entsprechend obenstehender Definition sehr viel allgemeiner verwendet.
Zu den Pionieren der experimentellen und theoretischen Untersuchung physikalischer Rauschprozesse gehören neben anderen John Bertrand Johnson (1887–1970), der zehn Jahre nach Schottkys Entdeckung das thermische Rauschen experimentell verifizierte und nach dem in der angelsächsischen Literatur das thermische Rauschen als Johnson-Rauschen benannt wird, und Harry Nyquist, der ebenfalls zehn Jahre nach Schottkys erster Veröffentlichung eine Modellvorstellung der spektralen Leistungsdichte des thermischen Rauschens entwickelte.
In Schottkys Veröffentlichung von 1918 wird auch eine andere wichtige physikalische Rauschursache beschrieben, das Schrotrauschen. 1925 findet J. B. Johnson bei einer Überprüfung von Schottkys Veröffentlichung das Funkelrauschen.
Seither ist eine Vielzahl anderer physikalischer Rauschphänomene entdeckt worden. Stellvertretend seien hier das Generations-Rekombinations-Rauschen in Halbleitern und das kosmische Hintergrundrauschen genannt. Letzteres wird von radioastronomischen Empfangseinrichtungen auch aus solchen Himmelsrichtungen empfangen, an denen sich keine bekannten kosmischen Objekte befinden. Es befindet sich also überall und kommt aus allen Richtungen. Nach heutigen Modellvorstellungen ist dieses Rauschen ein Überbleibsel des kosmischen Urknalls. Aus der Sicht des Radioastronomen kann Rauschen somit nicht nur als Störgröße wirken (wie z. B. das von der Empfangsanlage selbst erzeugte Rauschen), sondern auch z. B. als Hintergrundstrahlung eine Nutzgröße sein.
Beim Rauschthermometer wird ebenfalls Rauschen als Nutzgröße ausgewertet.
Viele physikalische Rauschphänomene sind auch heute noch Gegenstand intensiver Untersuchungen.
Die Ursachen von Funkel- oder 1/f-Rauschen lassen sich klassisch nicht erklären. Quantentheoretisch ist eine einheitliche Darstellung möglich.
Schrotrauschen oder Poissonsches Schrotrauschen entsteht dadurch, dass einzelne Ladungsträger, deren Energie statistisch verteilt ist, eine Potentialbarriere überqueren.

## Spektrale Leistungsdichte
Außer nach physikalischen Ursachen klassifiziert man Rauschen auch nach den Parametern der stochastischen Prozesse oder nach messtechnisch erfassbaren Größen, die das Rauschen beschreiben. Zu Letzteren gehört beispielsweise die spektrale Leistungsdichte, das ist die Leistung pro (infinitesimal kleiner) Bandbreite. Sie ist im Allgemeinen von der Frequenz abhängig.
Die spektrale Leistungsdichte im weiteren Sinne oder die mathematische spektrale Leistungsdichte wird als Fouriertransformierte der Autokorrelationsfunktion eines stationären Zufallsprozesses gewonnen. (Beispiel: Autokorrelationsfunktion der Rauschspannung über einem ohmschen Widerstand.)
Die spektrale Leistungsdichte im engeren Sinne oder die physikalische spektrale Leistungsdichte wird als Fouriertransformierte der Kreuzkorrelationsfunktion zweier Zufallsprozesse gewonnen. Dabei muss die Kreuzkorrelationsfunktion beim Argument 0 eine physikalisch sinnvolle Leistung sein. (Beispiel: Kreuzkorrelationsfunktion aus Rauschstrom durch einen und Rauschspannung über einem ohmschen Widerstand.)
Rauschprozesse mit konstanter spektraler Rauschleistungsdichte im weiteren Sinne nennt man weißes Rauschen in Analogie zum weißen Licht, das alle Frequenzen des sichtbaren Lichtes mit gleicher Leistung (Intensität) umfasst. In der Realität können Rauschprozesse mit konstanter spektraler Rauschleistungsdichte nicht existieren, da sie eine unendlich große Leistung transportieren müssten. Allerdings gibt es physikalische Rauschprozesse, deren spektrale Rauschleistungsdichte auch im engeren Sinne in einem bestimmten mehr oder weniger großen Frequenzband praktisch konstant sind. Der Einfachheit halber bezeichnet man diese Prozesse dann auch als weiß. Dazu gehört beispielsweise das thermische Rauschen und das Schrotstromrauschen. Häufig kommt dieses quasi-weiße Rauschen dadurch zustande, dass von einem Gaußschen Rauschen, also einem Rauschen, bei dem die Amplituden der einzelnen Frequenzen gaußverteilt sind, nur ein Ausschnitt betrachtet wird oder relevant ist, in dem die Amplituden praktisch als konstant angesehen werden können. Weißes Rauschen ist nicht selbstähnlich.
Einen Rauschprozess mit einer spektralen Leistungsdichte, die in einem für die Praxis relevanten Frequenzbereich deutlich von einem konstanten Wert abweicht, nennt man „farbiges Rauschen“. Im Gegensatz zu „weißem Rauschen“ gibt es allerdings keine allgemein als verbindlich anerkannte Definition für verschiedene Typen farbiger Rauschleistungsspektren. So findet man beispielsweise die Bezeichnung „rosa Rauschen“ sowohl für Rauschen mit einer spektralen Rauschleistungsdichte, die umgekehrt proportional zur Frequenz abfällt, als auch für Rauschprozesse mit einer spektralen Rauschleistungsdichte, die umgekehrt proportional zum Quadrat der Frequenz abfällt.
Um dieser Mehrdeutigkeit zu entgehen, wird in wissenschaftlichen Veröffentlichungen für Prozesse, deren spektrale Rauschleistungsdichte umgekehrt proportional zur Frequenz geht, der Begriff „1/f-Rauschen“ verwendet. Manchmal wird das 1/f²-Rauschen in Unterscheidung zum „rosa Rauschen“ als „rotes Rauschen“ bezeichnet, da die Amplituden im niederfrequenten Bereich (beim roten Licht) höher sind. Dies entspräche in einem Lichtspektrum einer Verschiebung der Farbe ins Rote. Einige Quellen sprechen in diesem Zusammenhang auch von „Brownschem Rauschen“, teilweise aus dem Englischen irrtümlich als „braunes Rauschen“ übersetzt.

## Rauschquellen
Äußere Rauschquellen sind das Hintergrundrauschen (auch Wärmerauschen) durch die Entstehung des Weltalls, Kosmisches Rauschen – vorwiegend von den Fixsternen des Milchstraßensystems (nimmt mit etwa 1/f³ ab) –, Terrestrisches Rauschen wie atmosphärisches Wärmerauschen, Blitzentladungen, Zündfunken, Bürstenfeuer an elektrischen Maschinen und durch Schaltvorgänge sowie Kontaktrauschen an Kontaktstellen zwischen elektrischen Leitern und/oder Halbleitern.
Innere Rauschquellen sind das Wärmerauschen (auch thermisches Rauschen, Widerstandsrauschen oder Johnson-Rauschen, Nyquist-Rauschen genannt) in Leitern sowie das Röhrenrauschen in Elektronenröhren. Hier spielen ebenfalls das Schrotrauschen (auch Schroteffekt oder Emissionsrauschen), das Stromverteilungsrauschen, das Influenzrauschen, das Ionisationsrauschen, das Sekundäremissionsrauschen, das Isolationsrauschen und das Funkelrauschen eine Rolle. Zudem gibt es das 1/f²-Rauschen bei der Brownschen Molekularbewegung, das Barkhausen-Rauschen (siehe auch Barkhausen-Effekt) durch das Umklappen der Weiss-Bezirke in Ferromagnetika, das Generations-Rekombinations-Rauschen in Halbleitern und das Chrominanzrauschen (auch Farbrauschen) und Luminanzrauschen (auch Helligkeitsrauschen) bei digitalen Bildern.

## Erscheinungsformen

### Übersichtstabelle

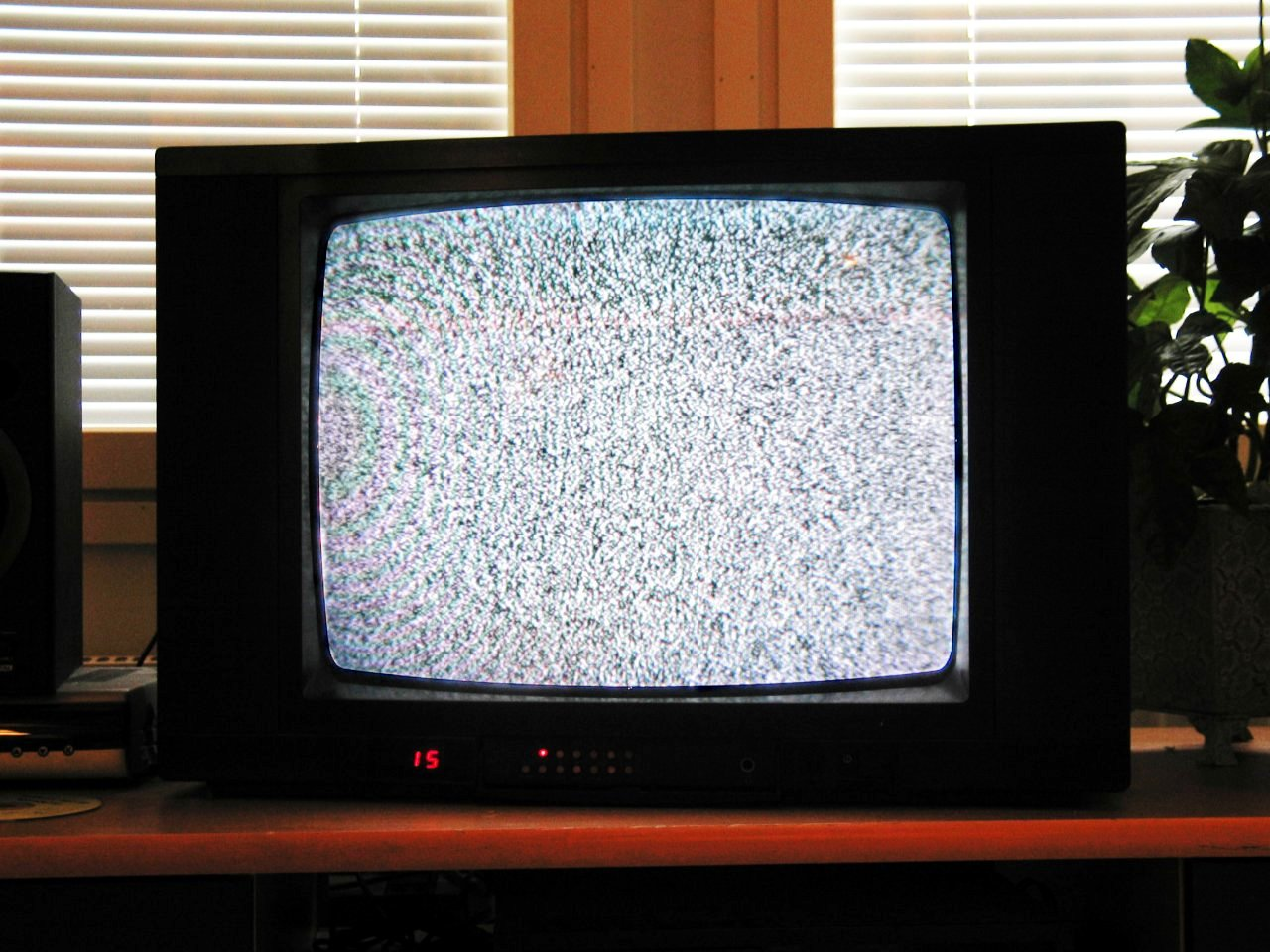

|                                            | Wärmerauschen weißes Rauschen | 1/f-Rauschen rosa Rauschen | 1/f²-Rauschen rotes Rauschen |
| ------------------------------------------ | ----------------------------- | -------------------------- | ---------------------------- |
| Eindimensionale Rauschsignale              |                               |                            |                              |
| Zweidimensionale farbige Rauschsignale     |                               |                            |                              |
| Zweidimensionale graustufige Rauschsignale |                               |                            |                              |
| Hörbeispiele mono                          |                               |                            |                              |

### Bildrauschen
Das Bildrauschen in analogem Video und Fernsehen ist ein zufälliges Pixelmuster, das angezeigt wird, wenn von der Antenne eines Fernsehgeräts oder -empfängers kein Signal empfangen wird. Das Muster sieht aus wie zufällig flackernde Punkte oder „Schnee“. Es entsteht dadurch, dass die Antenne elektromagnetische Schwingungen bzw. ein elektromagnetisches Grundrauschen auffängt. Meistens sieht man diesen Effekt auf Analogfernsehgeräten ohne eingestellten Kanal oder auf leeren VHS-Kassetten.
Es existieren viele Quellen für elektromagnetische Schwingungen, die das charakteristische „Schnee“-Bild generieren. Sie können aus der Atmosphäre, von nahegelegenen Sendeantennen oder aus der kosmischen Mikrowellenhintergrundstrahlung stammen.
Auch ohne Signalquellen in der Umgebung kann es zu Bildrauschen kommen, denn das Fernsehgerät selbst ist ebenfalls eine Rauschquelle. So können die verbauten Komponenten auch ein Rauschen erzeugen. Das meiste Rauschen rührt vom ersten Transistor unmittelbar hinter dem Antennenanschluss her.
Aufgrund der Algorithmen, die für digitalen Fernsehempfang genutzt werden, ist das Bildrauschen hierbei weniger zufällig.
Früher haben englische Fernsehzuschauer das Bildrauschen in Form schwarzer anstatt weißer Punkte gesehen. Der Grund hierfür lag in der verwendeten Modulationstechnik. Englische Sender nutzten eine positive Videomodulation, während andere Länder (und inzwischen auch England) negative Modulation verwendeten.
Die meisten modernen Fernsehgeräte zeigen kein Bildrauschen mehr an, sondern geben eine Farbfläche mit einer Meldung wie „Kein Signal“ oder Ähnliches aus.

### Funk- und Tontechnik
In der Hochfrequenz-, Mess- und Nachrichtentechnik sowie der Akustik wird der Begriff Signal-Rausch-Verhältnis (SNR) verwendet. Das SNR diente zunächst als Bewertungszahl zur Beurteilung der Qualität eines analogen Kommunikationspfades. Um die Information sicher aus dem Signal extrahieren zu können, muss sich das Nutzsignal deutlich vom Hintergrundrauschen abheben, das SNR muss also ausreichend groß sein. Das spielt zum Beispiel bei Tonaufnahmen eine große Rolle. Fällt das SNR, kann bei Digitalübertragungen von Ton oder Video die Bitfehlerrate steigen. Beim früheren analogen Fernsehen führte ein zu geringes Eingangssignal am Antenneneingang, etwa durch Verdrehen der Fernseh-Hausantenne (meist Yagi-Uda-Antennen) oder auch durch zu großen Abstand zu einem Fernseh-Sendeturm, zu einem verrauschten Bild durch den zu geringen SNR.